# Granåsen
Granåsen – centrum skoczni narciarskich na zboczu wzgórza Granåsen w Trondheim w Norwegii. Kompleks składa się ze skoczni K124 oraz K94.
Skocznia ma sztuczne oświetlenie. Obiekt wyłożony jest igelitem.

## Historia
Miasto było organizatorem mistrzostw świata w narciarstwie klasycznym w 1997 i 2025 roku. W Trondheim odbyły się również mistrzostwa świata juniorów w skokach narciarskich w 1984 roku.
Do sezonu 2001/2002 zawody Pucharu Świata odbywały się w marcu w ramach Turnieju Nordyckiego. Od sezonu 2002/2003 zawody w Trondheim odbywały się na początku grudnia. Po zawodach Pucharu Świata w grudniu 2007 skocznia przeszła przebudowę, która miała między innymi na celu zmianę przestarzałego profilu skoczni. Po modernizacji rozmiar skoczni został przesunięty z 131. na 140. metr.
Kolejna przebudowa kompleksu miała miejsce w związku z przyznamiem Trondheim organizacji Mistrzostw Świata w Narciarstwie Klasycznym 2025. Ostatnie skoki na starym kompleksie skoczni oddano w marcu 2021. Po tym czasie nastąpiła rozbiórka starych obiektów. Nowe miały zostać oddane do użytku przed świętami Bożego Narodzenia w 2022 roku, zaś całość prac miała się zakończyć do lata 2023. Otwarcie obiektu po przebudowie miało miejsce w lutym 2023. Pierwsze zawody Pucharu Świata w skokach narciarskich na przebudowanych skoczniach miały miejsce w marcu 2024.

## Granåsen K124

### Informacje o skoczni
- Punkt konstrukcyjny: 124 m
- Wielkość skoczni (HS): 138 m
- Punkt sędziowski: 138 m
- Oficjalny rekord skoczni: 143,0 m – Marius Lindvik (13 marca 2024)
- Długość najazdu: 100,6 m
- Nachylenie najazdu: 35°
- Długość progu: 6,9 m
- Nachylenie progu: 11°
- Wysokość progu: 3 m
- Nachylenie zeskoku: 33,78°

### Rekordziści skoczni
| Lp.             | Dzień      | Rok  | Zawodnik              | Odległość | Zawody                  | Uwagi                                   |
| --------------- | ---------- | ---- | --------------------- | --------- | ----------------------- | --------------------------------------- |
| 1.              | 13 marca   | 1991 | Heinz Kuttin          | 119,0 m   | Puchar Świata           |                                         |
| 2.              | 11 marca   | 1992 | Toni Nieminen         | 121,0 m   | Puchar Świata           |                                         |
| 3.              | 23 lutego  | 1996 | Ari-Pekka Nikkola     | 128,0 m   | Puchar Świata           |                                         |
| 4.              | 27 lutego  | 1997 | Dieter Thoma          | 129,5 m   | Mistrzostwa Świata 1997 |                                         |
| 5.              | 13 marca   | 1998 | Takanobu Okabe        | 130,0 m   | Puchar Świata           |                                         |
| 6.              | 13 marca   | 1998 | Andreas Widhölzl      | 131,0 m   | Puchar Świata           |                                         |
| 7.              | 9 marca    | 1999 | Masahiko Harada       | 131,0 m   | Puchar Świata           | wyrównanie rekordu                      |
| 8.              | 9 marca    | 1999 | Stefan Horngacher     | 133,0 m   | Puchar Świata           |                                         |
| 9.              | 9 marca    | 1999 | Martin Schmitt        | 133,5 m   | Puchar Świata           |                                         |
| -               | 9 marca    | 1999 | Christof Duffner      | 137,0 m   | Puchar Świata           | skok podparty                           |
| 10.             | 12 grudnia | 1999 | Thomas Hörl           | 134,5 m   | Puchar Kontynentalny    |                                         |
| 11.             | 10 marca   | 2000 | Sven Hannawald        | 134,5 m   | Puchar Świata           | wyrównanie rekordu                      |
| 12.             | 9 marca    | 2001 | Adam Małysz           | 138,5 m   | Puchar Świata           |                                         |
| 13.             | 5 grudnia  | 2008 | Matti Hautamäki       | 139,0 m   | Puchar Świata           | modernizacja obiektu (z K-120 na K-124) |
| 14.             | 5 grudnia  | 2008 | Gregor Schlierenzauer | 139,0 m   | Puchar Świata           | wyrównanie rekordu                      |
| 15.             | 6 grudnia  | 2008 | Anders Bardal         | 139,5 m   | Puchar Świata           |                                         |
| 16.             | 6 grudnia  | 2008 | Gregor Schlierenzauer | 140,0 m   | Puchar Świata           |                                         |
| 17.             | 7 grudnia  | 2008 | Simon Ammann          | 140,0 m   | Puchar Świata           | wyrównanie rekordu                      |
| -               | 3 stycznia | 2009 | Vegard Haukø Sklett   | 145,0 m   | Norges Cup              | rekord nieoficjalny                     |
| -               | 7 lutego   | 2012 | Anders Bardal         | 146,0 m   | Mistrzostwa Norwegii    | rekord nieoficjalny                     |
| 18.             | 8 marca    | 2012 | Richard Freitag       | 140,5 m   | Puchar Świata           |                                         |
| 19.             | 8 marca    | 2012 | Daiki Itō             | 141,0 m   | Puchar Świata           |                                         |
| 20.             | 6 marca    | 2014 | Severin Freund        | 141,5 m   | Puchar Świata           |                                         |
| 21.             | 12 marca   | 2015 | Michael Hayböck       | 143,0 m   | Puchar Świata           |                                         |
| 22.             | 10 lutego  | 2016 | Noriaki Kasai         | 143,0 m   | Puchar Świata           | wyrównanie rekordu                      |
| 23.             | 15 marca   | 2018 | Robert Johansson      | 145,5 m   | Puchar Świata           |                                         |
| 24.             | 15 marca   | 2018 | Kamil Stoch           | 146,0 m   | Puchar Świata           |                                         |
| Po przebudowie: |            |      |                       |           |                         |                                         |
| 25.             | 13 marca   | 2024 | Karl Geiger           | 140,0 m   | Puchar Świata           |                                         |
| 26.             | 5 marca    | 2025 | Anže Lanišek          | 141,0 m   | Mistrzostwa świata      |                                         |
| 27.             | 8 marca    | 2025 | Marius Lindvik        | 143,0 m   | Mistrzostwa świata      |                                         |

## Granåsen K94

### Informacje o skoczni
- Punkt konstrukcyjny: 94 m
- Wielkość skoczni (HS): 102 m
- Długość najazdu: 95 m
- Rekord skoczni: 108,0 m – Marius Lindvik (2 marca 2025)
- Nachylenie najazdu: 35°
- Długość progu: 6,5 m
- Nachylenie progu: 11°
- Wysokość progu: 2,2 m
- Nachylenie zeskoku: 33,94°